# Трагакант
Трагакант (або адрагант) — камедь, яка витікає з тріщин або надрізів на стовбурі і коренях різних видів кущів Astragalus.
Головним чином складається із вуглеводу складного складу — бассорина. З водою сильно набухає, але розчиняється дуже повільно, утворюючи надзвичайно в'язкі рідини навіть у малих концентраціях.
В'язкість збільшується від добавляння бури. Водні розчини трагаканту осаджуються спиртом.
Трагакант застосовується в 1-1,5%-них концентраціях як загусник при виготовленні косметичних желе (наприклад, згущений гліцерин), безжирних кремів, для емульгування жирів. Трагакант використовують як клей при завертці сигар з листового тютюну.